# Ectactolpium brevifemoratum
Ectactolpium brevifemoratum är en spindeldjursart som beskrevs av Beier 1947. Ectactolpium brevifemoratum ingår i släktet Ectactolpium och familjen Olpiidae. Inga underarter finns listade i Catalogue of Life.